# Zenkerella insignis
La ardilla de cola escamosa sin patagio (Zenkerella insignis) es una especie de roedor anomaluromorfo de la familia Anomaluridae. Es la única especie de su género. Se encuentra en Camerún, Guinea Ecuatorial (incluida la isla de Bioko), República del Congo, República Centroafricana y posiblemente en Gabón y República Democrática del Congo.
Esta especie es considerada un fósil viviente, pues pese a haber evolucionado genéticamente, físicamente no ha cambiado en 31 millones de años. Se trata de un animal muy escurridizo, que posiblemente sea nocturno y viva en los árboles. Los científicos no han podido dar con especies vivas, y los ejemplares muertos para su estudio les han sido proporcionados por tribus africanas. Debido a lo anterior, todavía se sabe muy poco de ellos.